# Captain Horatio Hornblower R.N.
Captain Horatio Hornblower R.N. is een Brits-Amerikaanse oorlogsfilm uit 1951 onder regie van Raoul Walsh, met in de hoofdrol Gregory Peck. De verhaallijn is ontleend aan The Happy Return (1937), A Ship of the Line (1938), en Flying Colours (1938), de drie eerst-verschenen romans in de serie over Horatio Hornblower (een fictieve marineofficier). De Britse auteur C.S. Forester die de boeken geschreven had, is ook vermeld als (eind)verantwoordelijk voor het scenario van de film.
De film speelt in de napoleontische tijd. De hoofdpersoon is kapitein van het Britse fregat Lydia, dat in zijn eentje een gevaarlijke missie naar Nieuw-Spanje moet uitvoeren. Ver van Londen, en onzeker over de actuele politieke situatie (die allicht kan veranderen), moet de kapitein zijn weg vinden in lokale verwikkelingen. Als hij de missie (min of meer succesvol) beëindigd heeft krijgt hij op de terugweg een hooggeplaatste vrouw (Virginia Mayo) als passagier, een ongemakkelijke situatie in een schip vol mannen. Terug in Engeland krijgt hij het commando over een ander schip dat deel uitmaakt van een vlootdeel onder bevel van de (kersverse) echtgenoot van de vrouw.

## Rolverdeling
| Acteur                  | Personage           |
| ----------------------- | ------------------- |
| Gregory Peck            | Horatio Hornblower  |
| Virginia Mayo           | Barbara Wellesley   |
| Robert Beatty           | William Bush        |
| Moultrie Kelsall        | Crystal             |
| Terence Morgan          | Gerard              |
| James Kenney            | Longley             |
| James Robertson Justice | Quist               |
| Denis O'Dea             | Rodney Leighton     |
| Richard Hearne          | Polwheal            |
| Michael Dolan           | Gundarson           |
| Stanley Baker           | Harrison            |
| Alan Tilvern            | Hernandez           |
| Alec Mango              | Don Julian Alvarado |
| Christopher Lee         | Spaanse Kapitein    |
| John Witty              | Kapitein Entenza    |